# Сльози-перли
«Сльо́зи-п́ерли» — цикл трьох віршів: «Сторононько рідна! коханий мій краю!», «Україно! плачу слізьми над тобою…», «Всі наші сльози тугою палкою…». Він є присвяченим Івану Франку.
Вперше цей цикл було надруковано під заголовком «Ридання» в журналі «Народ» 1891 року. Далі його вмістили у збірку «На крилах пісень» 1893 року. А вже у київському виданні «На крилах пісень» 1904 р. цикл не надруковано.